# Tristana (romanzo)
Il libro Tristana è un romanzo dello scrittore spagnolo Benito Pérez Galdós, pubblicato nel 1892.
Criticata molto negativamente e subito relegata fra le opere "minori" del popolare scrittore, per lungo tempo l'opera non gode di particolare considerazione da parte del pubblico e degli esperti.
La sua rivalutazione è avvenuta nel corso della seconda metà del Novecento, anche grazie alla fortunata riduzione cinematografica, opera di Luis Buñuel, nel 1970: tanto che Tristana è considerato oggi uno dei massimi capolavori del suo autore.

## Edizioni italiane
- versione di Italo Alighiero Chiusano, Tristana, prefazione di Angela Bianchini, Milano: Adelphi, 1970; Oscar Mondadori, 1975; Einaudi, 1991
- traduzione. Augusto Guarino, Tristana, introduzione di Vito Galeotta, Venezia: Marsilio, 1991
- traduzione. e introduzione di Irina Bajini, Tristana, Milano: Garzanti, 1992
- traduzione. Alfredo Rocco, in Tre donne galdosiane, Urbino: Rocco, 1999
- traduzione. Francesco Guazzelli, Tristana, Roma: Editoriale L'Espresso, 2004